# Azoproïta
L'azoproïta és un mineral de la classe dels borats que pertany al grup ludwigita. El seu nom és un acrònim en honor del "Estudi de les Zones profundes de l'escorça de la Terra" (AZOPRO en rus) esponsoritzada l'any 1969 per l'Associació Internacional de Geologia, i aprovada el 1970 per l'Associació Mineralògica Internacional, any en què també va ser descoberta.

## Característiques
L'azoproïta és un borat de fórmula (Mg,Fe2+)₂(Fe3+,Ti,Mg)(BO₃)O₂, que pertany al grup ludwigita de minerals. Cristal·litza en el sistema ortoròmbic. La seva duresa a l'escala de Mohs és 5,5. Té una lluïssor adamantina i el seu color és negre.
Segons la classificació de Nickel-Strunz, l'azoproïta pertany a «06.AB: borats amb anions addicionals; 1(D) + OH, etc.» juntament amb els següents minerals: hambergita, berborita, jeremejevita, warwickita, yuanfuliita, karlita, bonaccordita, fredrikssonita, ludwigita, vonsenita, pinakiolita, blatterita, chestermanita, ortopinakiolita, takeuchiita, hulsita, magnesiohulsita, aluminomagnesiohulsita, fluoborita, hidroxylborita, shabynita, wightmanita, gaudefroyita, sakhaita, harkerita, pertsevita-(F), pertsevita-(OH), jacquesdietrichita i painita.

## Formació i jaciments
L'azoproïta va ser descoberta l'any 1970 al massís Tazheranskii, (Irkutskaya Oblast', Regió econòmica de Sibèria de l'Est), tot i que també se n'ha trobat a la República de Sakhà, totes dues localitzacions a Rússia. És un mineral poc comú que es forma en la darrera etapa a la zona de contacte entre les roques metamòrfiques i magnesi, associades amb sienites. Sol trobar-se associada a altres minerals com calcita, ludwigita, brucita, clinohumita, baddeleyita, tazheranita, perovskita, geikielita i forsterita.